# Croix de cimetière de Vittefleur
La croix de Vittefleur est un monument situé à Vittefleur, en Normandie.

## Localisation
La croix est située dans le cimetière du village.

## Historique
La croix est datée par une inscription de 1647. 
Le monument est classé comme monument historique depuis le 5 novembre 1913.

## Description
La croix, en grès, comporte des motifs végétaux et religieux ; en particulier le Christ et la Vierge et des saints (saint Nicolas, saint Martin, sainte Madeleine).